# Lucho Avilés

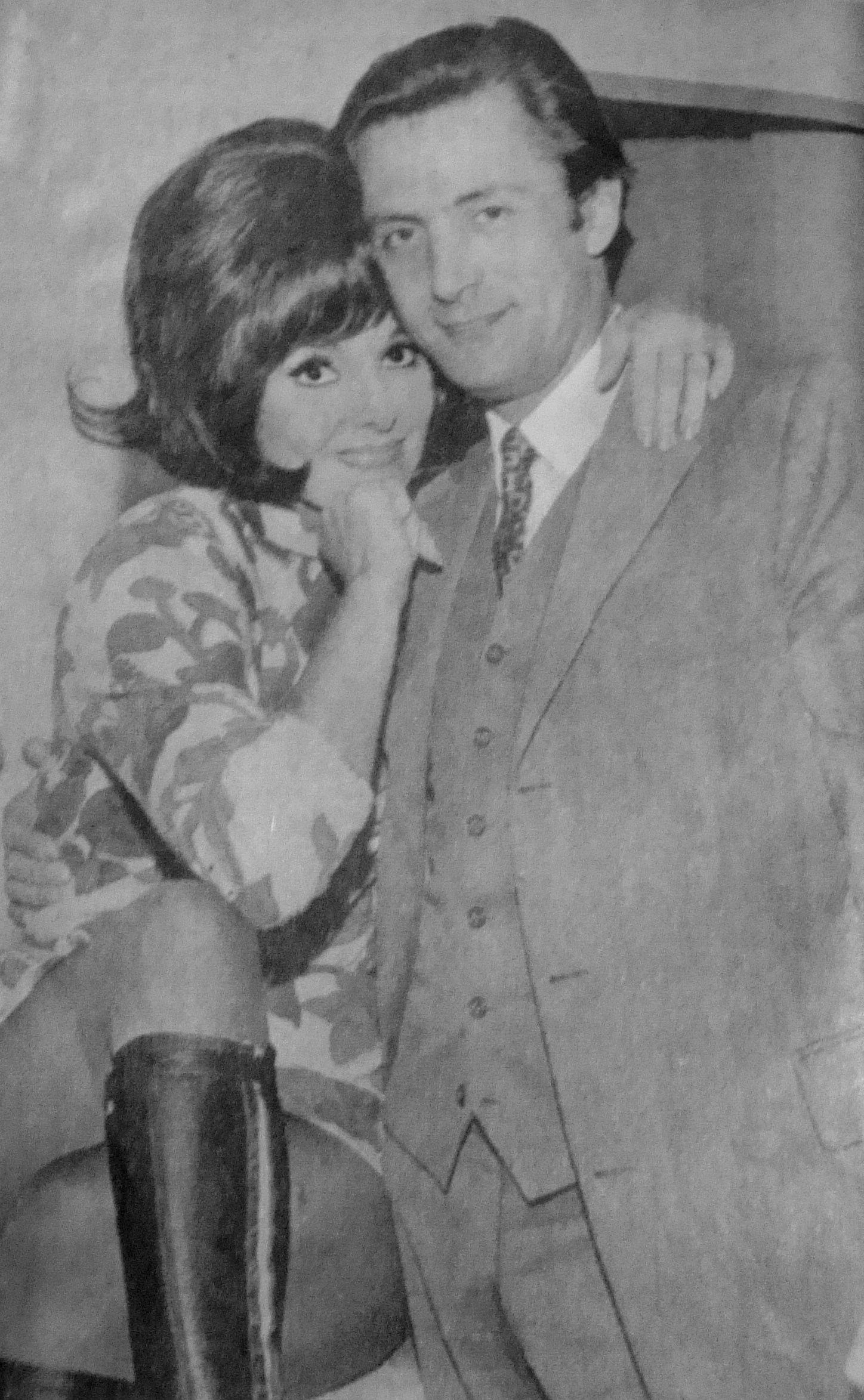
Lucho Avilés

Luis César „Lucho“ Avilés Volante (* 30. April 1938 in Montevideo; † 8. Juni 2019) war ein uruguayischer Showmaster und Boulevard-Journalist, der seit 1965 in Buenos Aires lebte.
Avilés galt als Wegbereiter des Boulevard-Journalismus und Pionier der Fernseh-Unterhaltung im argentinischen Fernsehen. Er präsentierte in den 1970er Jahren beispielsweise die Sendung Radiolandia en TV gemeinsam mit Susana Fontana und Jorge Jacobson. Zu seinen weiteren Sendungen zählte ab 2001 Indomables.
Zuletzt war er im argentinischen Kabelfernsehen unter anderem mit der Sendung Convicciones zu sehen. Anfang November 2010 kündigte er das Ende seiner Fernsehkarriere für Dezember 2010 an. Wenige Tage später sorgte, basierend auf der Aussage eines Journalisten, landesweit das sich über Twitter verbreitende, aber nicht den Tatsachen entsprechende Gerücht über sein Ableben für Aufsehen.